# 8857 Cercidiphyllum
8857 Cercidiphyllum eller 1991 PA7 är en asteroid i huvudbältet som upptäcktes den 6 augusti 1991 av den belgiske astronomen Eric W. Elst vid La Silla-observatoriet. Den är uppkallad efter växten Katsuror.
Asteroiden har en diameter på ungefär 6 kilometer och den tillhör asteroidgruppen Nysa.